# Loich
Loich è un comune austriaco di 595 abitanti nel distretto di Sankt Pölten-Land, in Bassa Austria.